# Oropogon lopezii
Oropogon lopezii är en lavart som beskrevs av Essl. Oropogon lopezii ingår i släktet Oropogon och familjen Parmeliaceae.   Inga underarter finns listade i Catalogue of Life.